# Wiśliczka
Wiśliczka – wieś w Polsce położona w województwie małopolskim, w powiecie olkuskim, w gminie Olkusz.
W latach 1975–1998 miejscowość administracyjnie należała do województwa katowickiego.
Wiśliczka leży we wschodniej części gminy Olkusz, 5 km na wschód od centrum Olkusza. Miejscowość położona jest wśród malowniczych lasów Jury Krakowsko-Częstochowskiej. Do połowy lat 70. obok przepływała rzeka Baba, której źródła położone były kilkaset metrów od zabudowań. Później prace związane z eksploatacją złóż rud cynku i ołowiu w okolicy, obniżyły poziom wód gruntowych i rzeka zanikła pozostawiając po sobie puste koryto. W latach 50. i 60. ubiegłego stulecia rozwijała się tu agroturystyka. Na terenie wsi znajdują się również wyrobiska po kamieniu wapiennym pobieranym na budowę okolicznych dróg. We wsi jest ponad 30 domów, a liczbę mieszkańców szacuje się na ok. 150 osób (w 2011 roku).